# Ismarus dorsiger
Ismarus dorsiger är en stekelart som först beskrevs av Alexander Henry Haliday 1831.  Ismarus dorsiger ingår i släktet Ismarus, och familjen hyllhornsteklar. Arten är reproducerande i Sverige.

## Bildgalleri

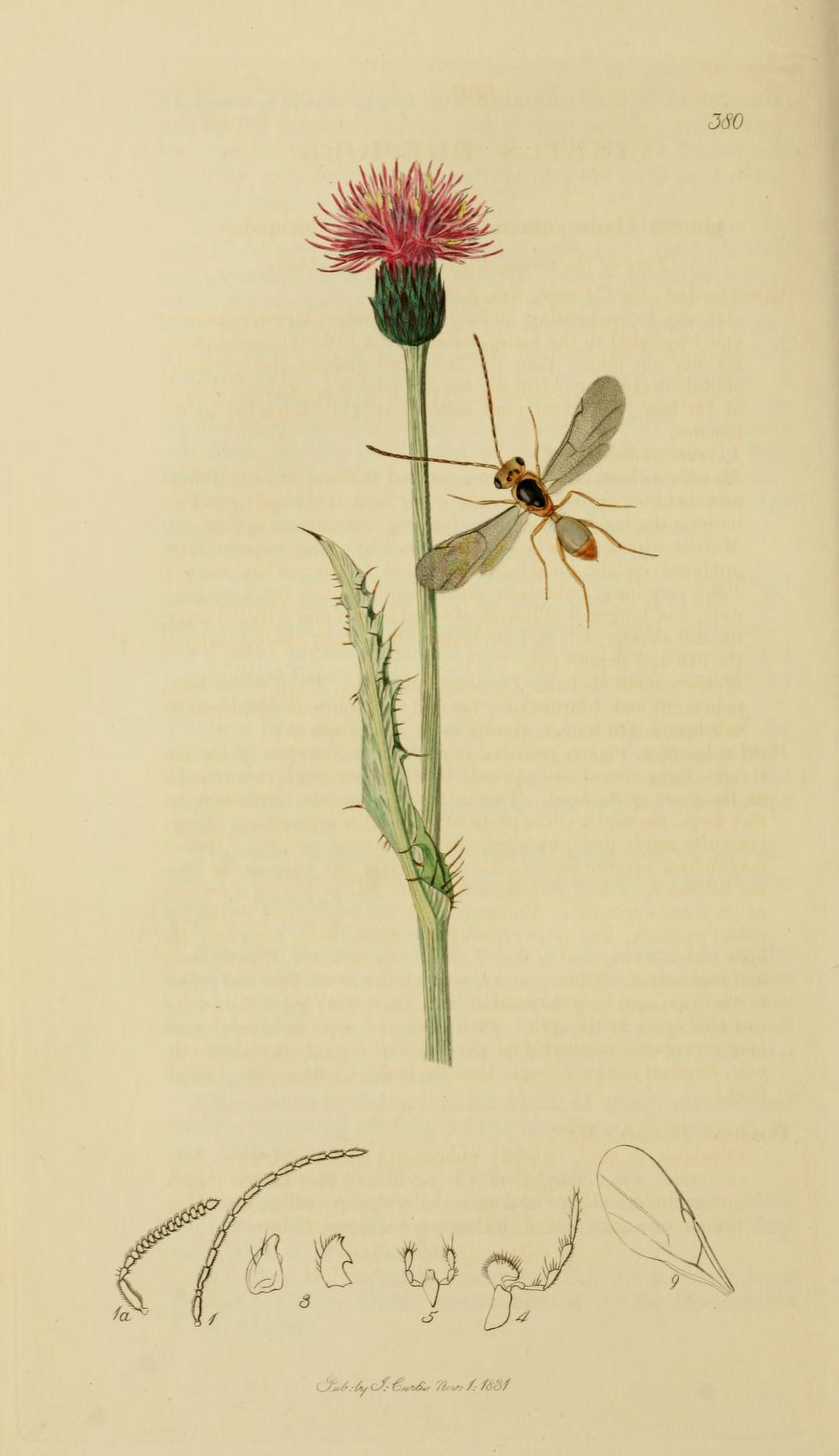